# Hoya pruinosa
Hoya pruinosa är en oleanderväxtart som först beskrevs av Carl Ludwig von Blume, och fick sitt nu gällande namn av Friedrich Anton Wilhelm Miquel. Hoya pruinosa ingår i släktet Hoya och familjen oleanderväxter. Inga underarter finns listade i Catalogue of Life.